# Mintonia silvicola
Mintonia silvicola là một loài nhện trong họ Salticidae.
Loài này thuộc chi Mintonia. Mintonia silvicola được Fred R. Wanless miêu tả năm 1987.